# Planta Ford de Piquette Avenue
La planta Ford de Piquette Avenue es una antigua fábrica ubicada en el área de Milwaukee Junction de Detroit, la ciudad más importante de Míchigan (Estados Unidos). Construida en 1904, fue el segundo centro de producción de automóviles de Ford Motor Company, después de la planta de Ford Mack Avenue. En la planta de Piquette Avenue, la compañía creó y produjo por primera vez el Ford T, el automóvil al que se le atribuye el inicio del uso masivo de automóviles en Estados Unidos. Antes del Ford T, se ensamblaban varios otros modelos en la fábrica. Allí también se llevaron a cabo los primeros experimentos en los que se utilizó una línea de ensamble para fabricar automóviles. También fue la primera fábrica donde se ensamblaron más de 100 autos en un día. Si bien tenía su sede en la planta de Piquette Avenue, Ford Motor Company se convirtió en el mayor fabricante de automóviles con sede en Estados Unidos, y lo seguirá siendo hasta mediados de los años 1920. La fábrica fue utilizada por la empresa hasta 1910, cuando su actividad de producción de automóviles se trasladó a la nueva y más grande  Highland Park.
Studebaker compró la fábrica en 1911, usándola para ensamblar automóviles hasta 1933. El edificio se vendió en 1936, pasando por una serie de propietarios durante el resto del siglo XX antes de convertirse en museo en 2001. La planta de Piquette Avenue es el edificio de fábrica de automóviles construido especialmente y más antiguo abierto al público. El museo, que fue visitado por más de 31 000 personas en 2018, tiene exhibiciones que se enfocan principalmente en el comienzo de la industria automotriz de Estados Unidos. El edificio se agregó al Registro Nacional de Lugares Históricos en 2002, se convirtió en un Hito Histórico del Estado de Míchigan en 2003 y fue designado Hito Histórico Nacional en 2006.

## Historia

### Periodo Ford
Henry Ford, el comerciante de carbón de Detroit Alexander Y. Malcomson y un grupo de inversores formaron la Ford Motor Company el 16 de junio de 1903 para ensamblar automóviles. : 10–11  El primer modelo de automóvil de la compañía, el Modelo A, comenzó a ensamblarse ese mismo mes en la planta Ford Mack Avenue, un taller de fabricación de vagones alquilados en Detroit. La compañía rápidamente superó esta instalación y, el 10 de abril de 1904, compró una parcela de tierra en Piquette Avenue para acomodar una fábrica más grande. : 12  El terreno estaba ubicado en el área de Milwaukee Junction, cuyo nombre se deriva de un cruce ferroviario. La construcción de la planta de Piquette Avenue comenzó el 10 de mayo de 1904. La empresa se trasladó a su nueva fábrica en octubre siguiente. : 13 
El estudio de arquitectura Field, Hinchman & Smith, con sede en Detroit, diseñó la planta Piquette Avenue. Es un ejemplo de arquitectura de estilo victoriano tardío y se inspiró en las fábricas textiles de Nueva Inglaterra. : 7  Este estilo era usual en la arquitectura industria de Estados Unidos en ese momento. El edificio tiene tres pisos, 17,1 m de ancho y 122,5 m de largo. Sus paredes exteriores de ladrillo que soportan carga contienen 355 ventanas, y sus pisos de arce, sostenidos por vigas y postes cuadrados de roble 6224 m². La planta de Piquette Avenue tiene dos combinaciones de ascensor y escalera, una ubicada en su esquina noroeste y la otra ubicada en su lado suroeste. Recordando un incendio en marzo de 1901 que destruyó la fáfrica de Olds Motor Works en Detroit, Henry Ford y los arquitectos incluyeron un sistema de rociadores contra incendios en el diseño del edificio, una característica inusual en ese entonces. Esta y varias otras características de seguridad originales de la fábrica, como sus cortafuegos, puertas cortafuegos y escaleras de incendios, todavía están presentes. El agua para el sistema de rociadores fue suministrada por un tanque de agua de madera ubicado en el techo del edificio. : 5  Una central de generación eléctricas, que mide 11 m de ancho por 17,4 m de largo largo, era el proveedor de electricidad original de la fábrica y estaba ubicada cerca de su esquina noroeste. El tanque de agua y la central eléctrica ya no existen.

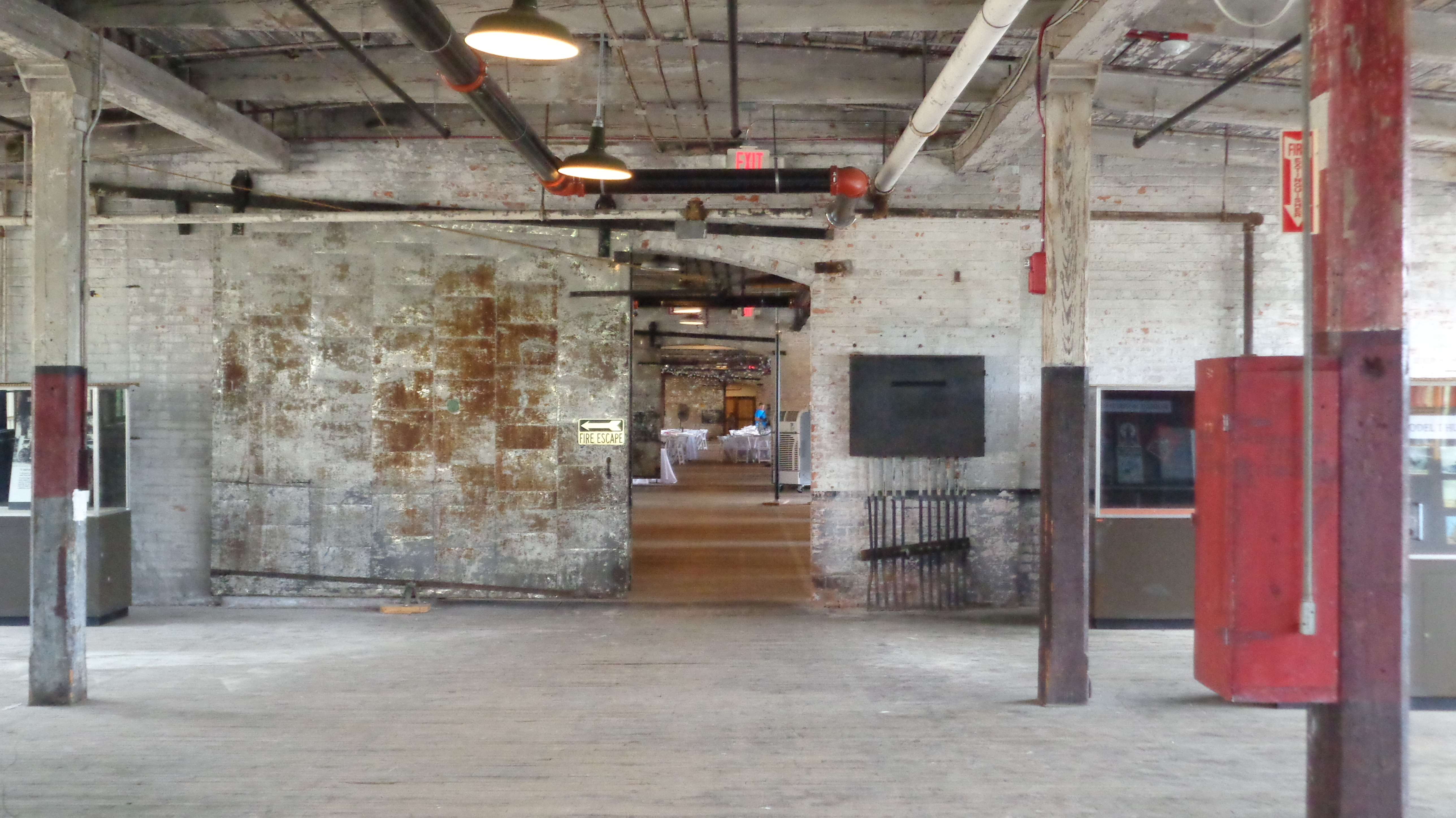
Interior de la Planta Piquette Avenue. Tenga en cuenta las puertas corredizas contra incendios en cada cortafuegos.

Desde octubre de 1904 hasta finales de 1909, Ford Motor Company ensambló los modelos de automóviles B, C, F, K, N, R, S y T en la planta de Piquette Avenue. Los modelos Ford B y C fueron los primeros modelos de automóviles producidos en la fábrica a partir de finales de 1904, y la producción del Ford F comenzó en febrero siguiente. La gran mayoría de las tareas de la fábrica fueron realizadas por hombres, excepto el montaje de magneto, que fue realizado por mujeres. Se utilizaron herramientas manuales para el trabajo de ensamblaje en estaciones fijas, y los componentes terminados se llevarían a mano al chasis para el ensamblaje final. Los vagones terminados se enviaron a los distribuidores y concesionarios de la empresa por ferrocarril utilizando una línea de derivación detrás del edificio, que se conectaba a una línea principal del ferrocarril central de Míchigan.  Debido a las variaciones en la demanda y al cambio de modelo de automóvil, el número de empleados variaba constantemente, desde tan solo 300 hasta tan alto como 700. La empresa no reconoció a los sindicatos en la fábrica. : 21  Ford Motor Company era miembro de la Asociación de Empleadores de Detroit, una organización que impidió que la mayoría de las fábricas de la ciudad se sindicalizaran hasta los años 1930.
En 1905, Ford Motor Company era el cuarto productor de automóviles más grande de Estados Unidos, detrás de Cadillac, Rambler y Oldsmobile.  En los primeros años de la compañía, la mayoría de los componentes principales de sus automóviles fueron fabricados por compañías externas, incluido el "tren de rodaje" (el chasis, el motor, la transmisión, el eje de transmisión y los ejes), que fue suministrado por Dodge Brothers Company. Eso comenzó a cambiar a principios de 1906, cuando Ford Manufacturing Company, una nueva empresa separada creada por Henry Ford y algunos accionistas de Ford Motor Company, comenzó a fabricar motores y transmisiones para el próximo Ford N. El Ford Manufacturing Company estaba ubicada en Bellevue Avenue Plant, una fábrica alquilada en Bellevue Avenue en Detroit. La planta de Bellevue Avenue se utilizó hasta 1908, momento en el que casi toda la fabricación de los componentes principales de los automóviles de Ford Motor Company se realizaba en la planta de Piquette Avenue. También allí comenzó la producción del Ford N en julio de 1906. Ese mismo mes, Henry Ford compró las acciones de Ford Motor Company propiedad del cofundador de la compañía, Alexander Malcomson. Mientras Malcomson estaba en la empresa, él y Henry Ford no estuvieron de acuerdo sobre el tipo de automóvil que la empresa debería producir. Malcomson prefería automóviles caros, como el Ford Model K; Henry Ford favorecía los coches económicos, como el Ford N. : 15  Una vez que Malcomson ya no formaba parte de la empresa, Henry Ford, ahora con un control indiscutible, centró los esfuerzos de la empresa en fabricar coches baratos exclusivamente. El éxito del Ford N convirtió a Ford Motor Company en el mayor fabricante de automóviles de Estados Unidos a fines de 1906, una distinción que mantendría durante veinte años. : 14 
En enero de 1907, en una habitación ubicada en el tercer piso de la planta Piquette Avenue en la esquina noreste, comenzó el proceso de diseño del Ford T, el automóvil al que se le atribuye el inicio del uso masivo de automóviles en Estados Unidos. Henry Ford, el dibujante Joseph Galamb, el ingeniero Childe Harold Wills y el maquinista CJ Smith realizaron gran parte del diseño y el trabajo experimental del nuevo automóvil. El acero al vanadio, una aleación más liviana y resistente que el acero estándar, que se usó por primera vez con moderación con los modelos Ford N, R y S, se usó ampliamente con el modelo T. La compañía reveló los planes para el modelo T a sus distribuidores el 19 de marzo de 1908.
Durante julio de 1908, unos meses antes de la introducción del Ford T, un grupo de empleados de la Planta Piquette Avenue experimentó con el concepto de utilizar una línea de montaje en movimiento para fabricar automóviles, donde el chasis se trasladaría a los trabajadores para que instalaran los componentes. Este esfuerzo fue dirigido por Charles E. Sorensen, asistente de Peter E. Martin, quien era el superintendente de la fábrica. Sorensen creía que una línea de ensamblaje en movimiento haría que el ensamblaje de automóviles fuera más rápido, más simple y más fácil. Los experimentos consistieron en atar una cuerda a un chasis del Ford N y tirar de ella a través del tercer piso de la fábrica sobre patines hasta que se le agregaron los ejes y las ruedas. Luego, el chasis se rodaría por el piso en muescas, donde se unirían componentes específicos. Al menos un Ford N se completó en la Planta de Piquette Avenue utilizando este proceso. Aunque Henry Ford alentó estos experimentos, no implementó una línea de ensamblaje en movimiento formal en la planta de Piquette Avenue, ya que toda su atención se centró en que la producción del Ford T comenzara a tiempo. A pesar de no tener una línea de ensamblaje móvil, la planta de Piquette Avenue, con la ayuda del uso de piezas intercambiables y otras mejoras de producción, produjo 101 autos terminados en un solo día el 4 de junio de 1908, un récord de la industria automotriz en ese momento.
El primer modelo de producción T se completó en Piquette Avenue el 27 de septiembre de 1908. El 1 de mayo de 1909, debido a la abrumadora demanda, Ford Motor Company dejó de recibir pedidos del Ford T durante dos meses. Para satisfacer la demanda sin precedentes del Ford T, la empresa trasladó la mayor parte de su actividad de producción de automóviles a la nueva y más grande Planta Ford de Highland Park en enero de 1910. La empresa abandonó por completo Piquette Avenue en octubre de 1910. El concepto de utilizar una línea de montaje en movimiento para fabricar automóviles se implementaría por completo en la Planta Ford de Highland Park, a partir del 7 de octubre de 1913. Con el tiempose construirían más de 15 millones de Ford T, y los primeros 14 000 fabricados en Estados Unidos se ensamblaron en la planta de Piquette Avenue.
| Modelo | Motor                                      | Transmisión          | Distancia entre los ejes | Precio mínimo de venta al público          | Periodo de producción                      | Notas |
| ------ | ------------------------------------------ | -------------------- | ------------------------ | ------------------------------------------ | ------------------------------------------ | --- |
| Ford B | 24 caballos (17,9 kW) 4 cilindros en línea | Engranaje planetario | 233,7 cm                 | 2000 dólares (unos 57 500 dólares en 2020) | Finales de 1904 – abril de 1906            | Primer modelo de automóvil de Ford Motor Company con el motor montado en la parte delantera, que estaba destinado a coincidir con los diseños de automóviles de estilo europeo. El más raro de los modelos de automóviles anteriores al Ford T de la compañía, con solo siete unidades completas conocidas que sobreviven en la actualidad. |
| Ford C | 10 caballos (7,5 kW) 2 pistones opuestos   | Engranaje planetario | 198,1 cm                 | 800 dólares (unos 23 000 dólares en 2020)  | Finales de 1904 – diciembre 1905           | Al igual que el Modelo A, este modelo de automóvil tenía el motor montado debajo del asiento (su capó de estilo europeo era un capó falso). |
| Ford F | 16 caballos (11,9 kW) 2 pistones opuestos  | Engranaje planetario | 213,4 cm                 | 1000 dólares (unos 28 804 dólares en 2020) | Febrero de 1905 – abril de 1906            | Al igual que el Modelo A, este modelo de automóvil tenía el motor montado debajo del asiento (su capó de estilo europeo era un capó falso). |
| Ford K | 40 caballos (29,8 kW) 6 cilindros en línea | Engranaje planetario | 289, 6 a 304,8 cm        | 2500 dólares (unos 72 000 en 2020)         | Finales de 1905 – 1908 (antes de octubre)  | La distancia entre ejes aumentó de 289,6 cm a 304,8 cm en 1907. La evidencia sugiere que el ensamblaje y la producción de componentes de este modelo de automóvil se trasladó a la planta de Bellevue Avenue en 1908.: 17 |
| Ford N | 18 caballos (13,4 kW) 4 cilindros en línea | Engranaje planetario | 213,4 cm                 | 600 dólares (unos 17 200 dólares en 2020)  | Julio de 1906 – 1908 (antes de octubre)    | El modelo de automóvil más vendido en Estados Unidos en ese momento, con más de 7,000 unidades producidas. Considerado el predecesor del Ford T. |
| Ford R | 18 caballos (13,4 kW) 4 cilindros en línea | Engranaje planetario | 213,4 cm                 | 750 dólares (unos 20 800 dólares en 2020)  | Febrero de 1907 – 1908 (antes de octubre)  | Una versión de lujo del Ford N.: 15 |
| Ford S | 18 caballos (13,4 kW) 4 cilindros en línea | Engranaje planetario | 213,4 cm                 | 700 dólares (unos 19 500 dólares en 2020)  | Julio de 1907 – 1908 (antes de octubre)    | Una versión de lujo del Ford N.: 15 |
| Ford T | 22 caballos (16,4 kW) Motor SV             | Engranaje planetario | 254 cm                   | 825 dólares (unos 23 800 dólares en 2020)  | Septiembre de 1908 – diciembre de 1909: 19 | Declarado el Automóvil del Siglo por un jurado internacional de expertos en automoción en diciembre de 1999. |

### Después de Ford en elsigloXX

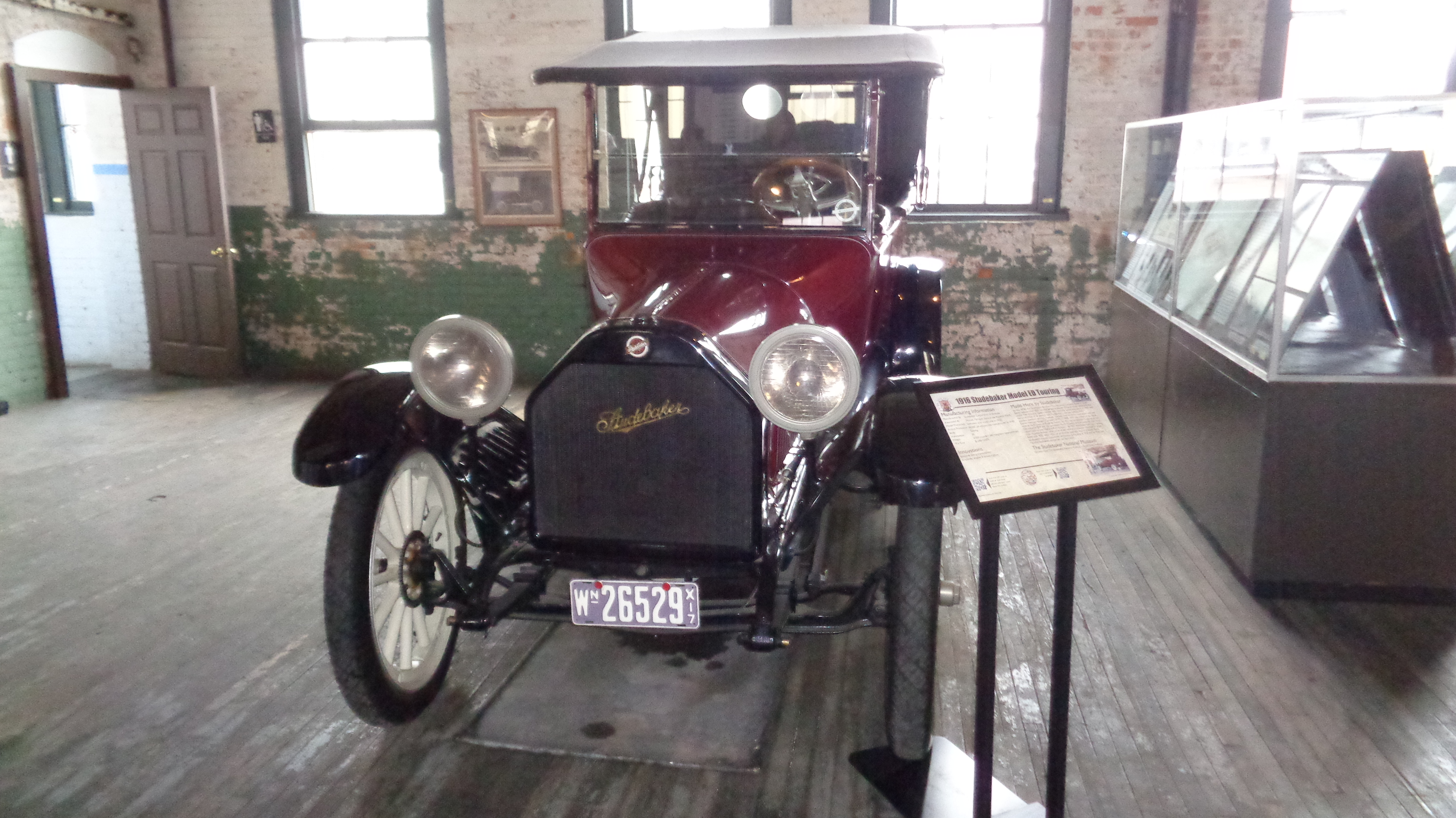
Studebaker ensamblaba autos, como este, en la planta de Piquette Avenue cuando era dueño del edificio.

En enero de 1911 la planta de Piquette Avenue se vendió a Studebaker, un importante fabricante de vehículos de carretera tirados por caballos desde los años 1850. Ese mismo año, cuando la línea de derivación del ferrocarril que da servicio a la fábrica se elevó por encima del nivel de la calle, el muelle de carga detrás del edificio fue reemplazado por una plataforma elevada, al nivel del segundo piso. También en 1911, Studebaker adquirió E-M-F Company, que era propietaria de un complejo de fabricación de automóviles diferente en Piquette Avenue. Studebaker comenzó a poner su nombre en los automóviles que anteriormente fabricaba E-M-F Company en 1912. En 1920, Studebaker construyó un edificio de hormigón armado de cuatro pisos, conocido como Studebaker Detroit Service Building, inmediatamente al oeste de la planta de Piquette Avenue. En 1926, la combinación de ascensor y escalera en el lado suroeste de la planta dse movió ligeramente hacia el norte. Esto permitió que el Detroit Service Building se conectara a la esquina suroeste del edificio  en el segundo y tercer piso, lo que creó un punto de acceso directo a la cancha entre los dos edificios a nivel del suelo. También en 1926, se reemplazó la maquinaria de los dos ascensores. : 7  Studebaker produjo automóviles en la planta hasta 1933.
En 1936, Studebaker le vendió la planta a la Minnesota Mining and Manufacturing Company (3M), un productor de autopartes de caucho y cinta de papel no adhesiva. Hacia 1937, se demolieron la central eléctrica y varios otros edificios pequeños construidos anteriormente por Ford Motor Company al oeste de la fábrica. Cadillac Overall Company, un proveedor de ropa de trabajo, compró el edificio en 1968. Heritage Investment Company lo adquirió a su vez en 1989 y fue su propietario hasta 2000. Desde principios de los años 1990, una empresa llamada General Linen & Uniform Service ha ocupado parte del primer piso de la planta de Piquette Avenue. Henry Ford Health System ahora utiliza el edificio de servicio de Detroit al lado para almacenar registros médicos Las aberturas que antes permitían el acceso directo entre los dos edificios en el segundo y tercer piso ahora están selladas. El edificio sigue en pie a pesar del declive de Detroit, que comenzó a mediados del siglo XX.

## Complejo Patrimonial Automotriz Modelo T

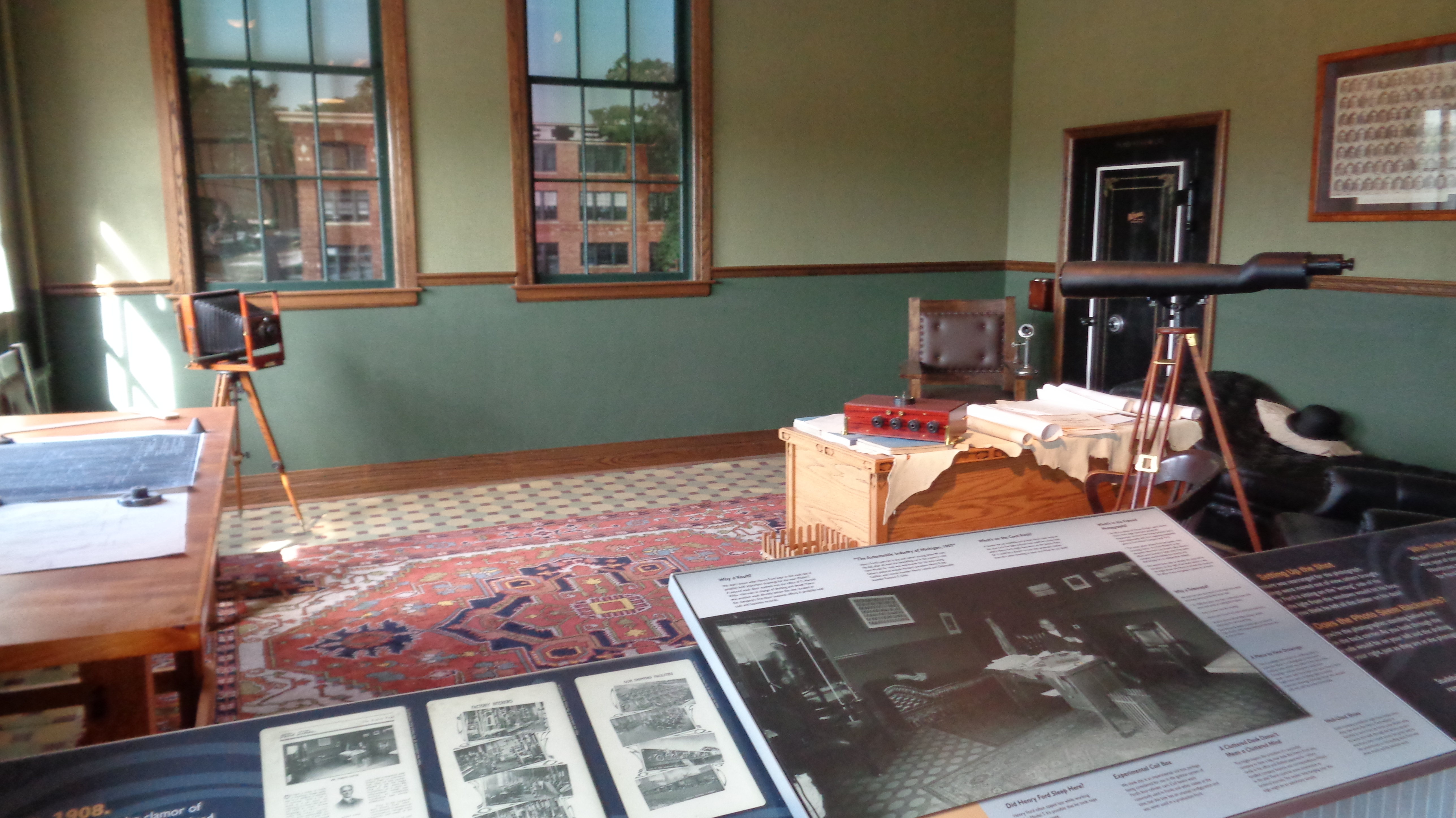
La oficina restaurada de Henry Ford en la planta de Piquette Avenue. Tenga en cuenta el telescopio de observación de aves a la derecha.

La planta de Piquette Avenue se vendió al Model T Automotive Heritage Complex en abril de 2000. Model T Automotive Heritage Complex es una organización sin fines de lucro 501 (c) (3) que ha administrado el edificio como museo desde el 27 de julio de 2001. La planta de Piquette Avenue es el edificio de fábrica de automóviles construido especialmente y más antiguo abierto al público. El museo, ubicado al norte de Midtown Detroit en 461 Piquette Street, atrajo a 31 018 visitantes en 2018. Contiene más de 40 automóviles antiguos construidos por Ford Motor Company y otros fabricantes de automóviles del área de Detroit, así como recreaciones de la oficina de Henry Ford y la habitación donde se diseñó el Ford T. Uno de los autos en exhibición es el Ford T Serie No. 220, que fue construido en la fábrica en diciembre de 1908, y es uno de los ejemplos más antiguos que se conservan de ese modelo de auto. Aunque los días de funcionamiento habituales del museo son de miércoles a domingos de abril a noviembre, en el pasado ha estado abierto en determinados días de enero. Estos días de puertas abiertas de enero coincidieron con el Salón Internacional del Automóvil de América del Norte anual, que se lleva a cabo en Cobo Center en el centro de Detroit.
La planta de Piquette Avenue se agregó al Registro Nacional de Lugares Históricos en 2002, se designó como Sitio Histórico del Estado de Míchigan en 2003 y se convirtió en Monumento Histórico Nacional en 2006. El edificio también ha sido una propiedad contribuidora para el distrito histórico industrial circundante de Piquette Avenue desde 2004. La fachada frontal del edificio fue completamente restaurada a su apariencia de 1904 y se reveló al público el 27 de septiembre de 2008, el centenario de la finalización de la primera producción del Ford T. El 11 de agosto de 2011, la membresía del Model T Automotive Heritage Complex El presidente Tom Genova fue honrado con un premio ROSE de la Oficina de Visitantes y Convenciones de Detroit en la categoría de Voluntarios. El 18 de mayo de 2012, el Model T Automotive Heritage Complex ganó un premio NAAMY de la Asociación Nacional de Museos Automotrices en la categoría de Películas y Videos para la División I (museos con presupuestos menores a 300 000 dólares). El 10 de noviembre de 2015, el Equipo de Restauración de Ventanas en la Planta de Piquette Avenue recibió el Premio a la Excelencia del Área del Patrimonio Nacional de MotorCities en la categoría de Preservación. Hacia 2016, el Servicio de Parques Nacionales consideró agregar la planta Piquette Avenue a una lista de lugares en Estados Unidos elegibles para el estatus de Patrimonio de la Humanidad por la UNESCO. En última instancia, no se agregó, porque no tenía suficiente equipo original de fábrica y debido a las recomendaciones de que su nominación se expandiera para incluir otros sitios de Ford Motor Company en el área de Detroit, como la Planta Ford de Highland Park y el Ford River Rouge Complex.